# Sierra de la Ventana
La sierra de la Ventana est une chaîne de montagnes de la province de Buenos Aires en Argentine, une des deux seules situées dans l'écosystème de la pampa.

## Géographie
Délimitée approximativement à son extrémité nord-ouest par la laguna del Monte à Guaminí et au sud-est par l'océan Atlantique, la sierra de la Ventana repose sur un socle précambrienne formé il y a environ 2,2 milliards d'années et entrecoupé de granite, de granodiorite et de dépôts d'amphiboles.
Elle se caractérise par ses escarpements. Cette orographie a empêché le dépôt de quantités importantes de lœss, ce qui en fait la région la moins propice à l'agriculture au sein de la pampa ; les champs de tournesol sont communs au pied de la chaîne.

### Sommets principaux
- Cura Malal Chico (1 000 m)
- Cura Malal Grande (1 037 m)
- Napostá Grande (1 108 m)
- La Ventana (1 184 m)
- Destierro Primero (1 172 m)
- Tres Picos (1 239 m)

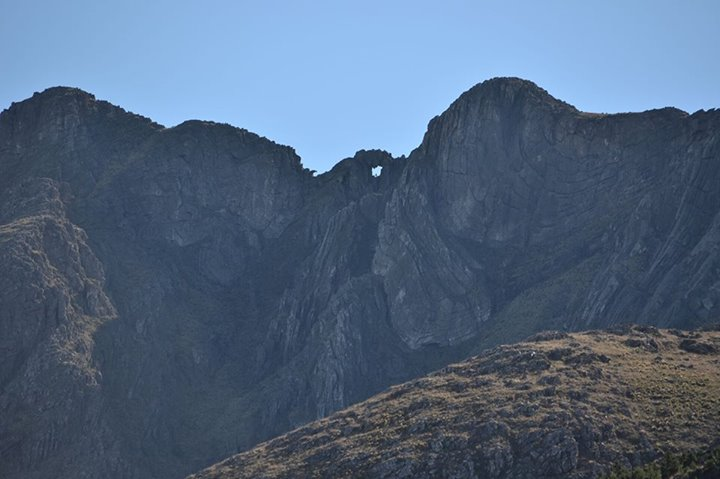
Vue sur la Ventana (« la Fenêtre »).
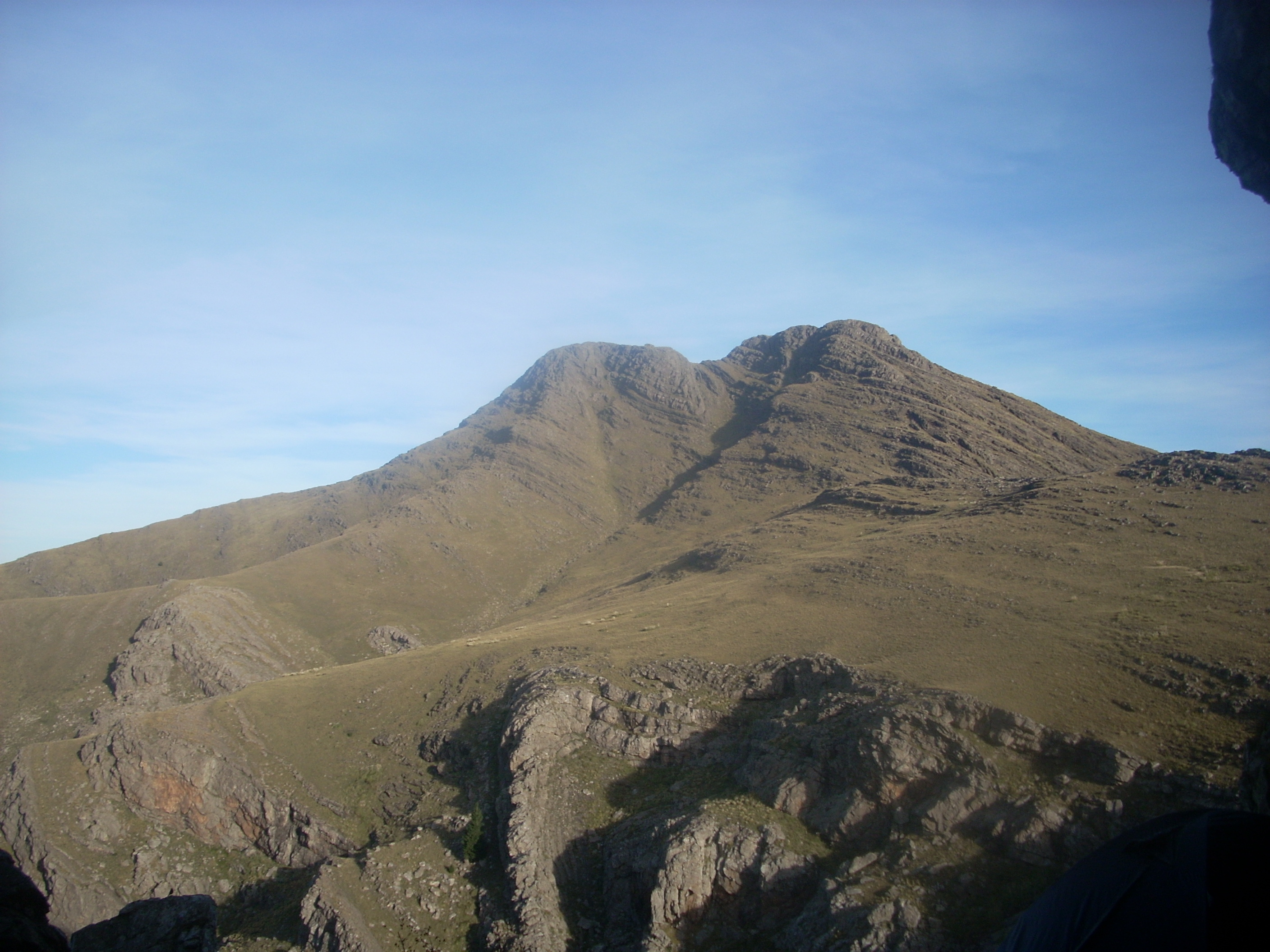
Cerro Tres Picos.
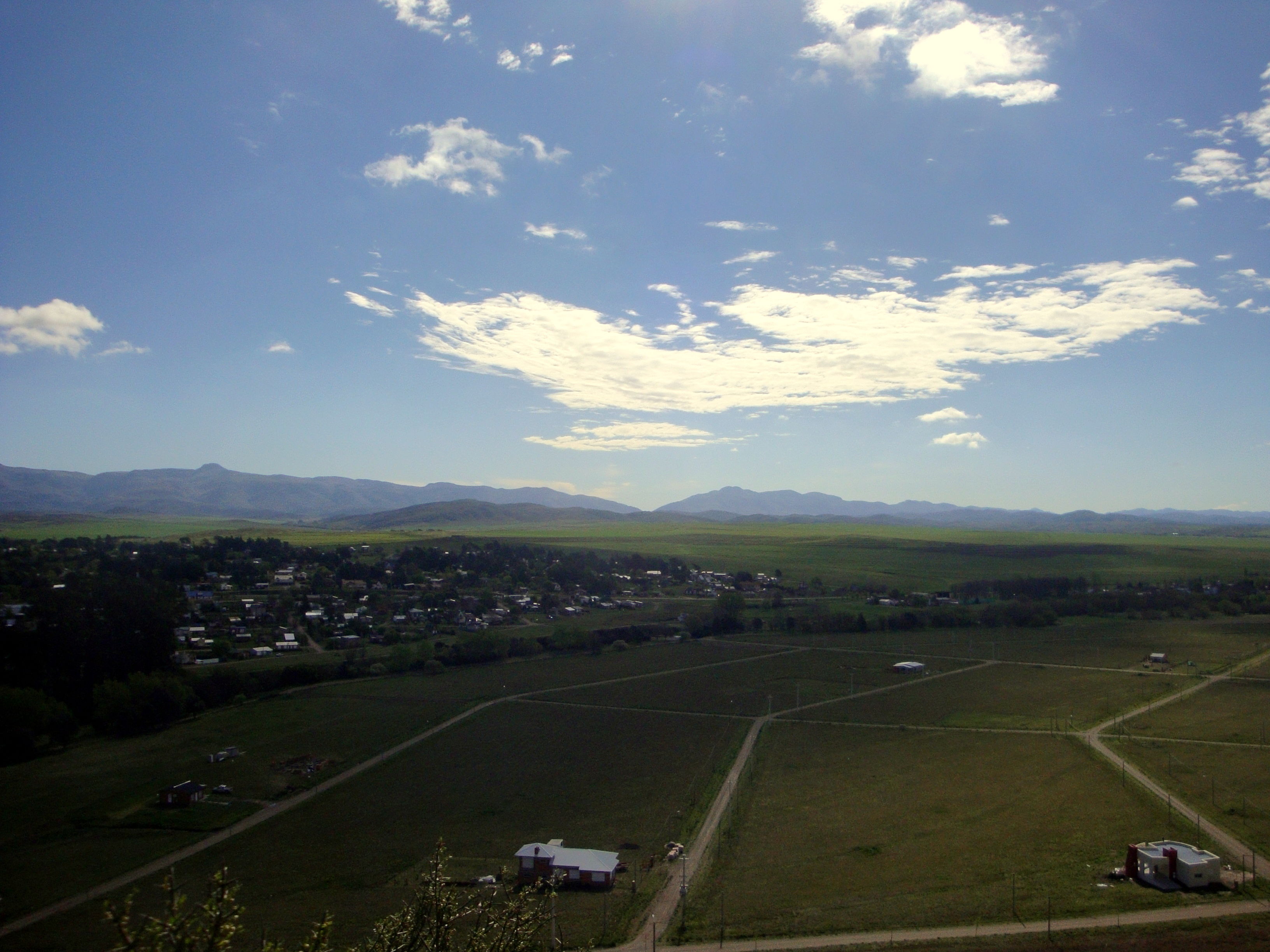
Vue du cerro Ceferino (cerro del Amor) dans la sierra de la Ventana.

## Histoire
Charles Darwin a décrit son ascension de la sierra de la Ventana dans le sixième chapitre de son ouvrage Le Voyage du Beagle.